# Station Belmont
Belmont is een spoorwegstation in Belmont, Groot-Londen, Engeland. Het station werd in 1865 geopend door de London, Brighton and South Coast Railway.